# SS America (1940)
«Аме́рика» (англ. «SS America»), также известный как «Звезда́ Аме́рики» (англ. «American Star») — океанский лайнер, построенный для судоходной компании «United States Lines». За свою историю, начиная с его постройки в 1938 году и вплоть до его крушения в 1994 году, судно сменило множество названий. Среди них были: «Уэ́ст По́йнт» (англ. «USS West Point»), «Австра́лис» (англ. «SS Australis»), «И́талис» (англ. «SS Italis»), «А́льфердосс» (англ. «SS Alferdoss»).

## История судна

### Постройка

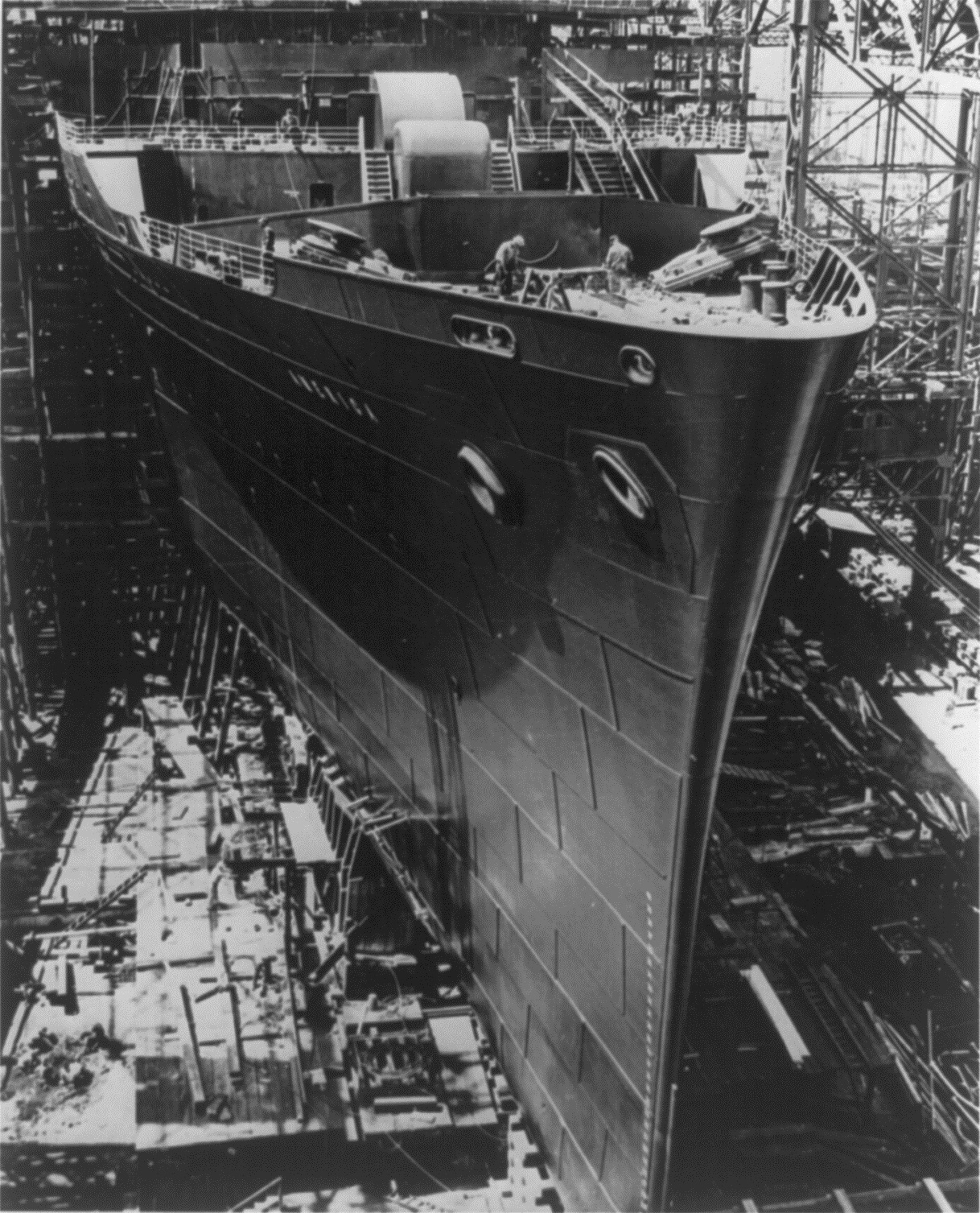
«Америка» во время постройки

Лайнер был заложен 22 августа 1938 года на верфи «Newport News Shipbuilding and Drydock Company» в городе Ньюпорт-Ньюс (штат Виргиния). Интерьер корабля стремились сделать по-настоящему уютным, в качестве элементов декора использовалась нержавеющая сталь и керамика. Спуск корабля на воду был произведён 31 августа 1939 года в присутствии первой леди США Элеоноры Рузвельт. «Америка» была введена в эксплуатацию 16 апреля 1940 года и 22 августа 1940 года совершила первый рейс.

### Ранние годы (1939—1941)
В 1939 году началась Вторая мировая война. Так как поначалу США соблюдали нейтралитет, то по бортам «Америки» для распознавания были нарисованы американские флаги большого размера. Тем не менее, 3 января 1941 года были проведены работы по размагничиванию корпуса во избежание поражения морскими минами. 22 мая 1941 года «Америка» была реквизирована военно-морскими силами США. В это время судно находилось возле острова Сент-Томас в Карибском море. Лайнер был направлен обратно в Ньюпорт-Ньюс для переоборудования в военный корабль.
В то время на «Америке» работали под прикрытием двое нацистских шпионов, Франц Йозеф Стиглер (нем. Franz Joseph Stigler) и Эрвин Вильгельм Сиглер (нем. Erwin Wilhelm Siegler). Они передавали в Германию информацию о передвижениях судов и о военных приготовлениях в районе Панамского канала. Позже они были раскрыты ФБР. Стиглер и Сиглер были приговорены к 16 и 10 годам тюремного заключения соответственно.

### Участие во Второй мировой войне (1941—1946)
1 июня 1941 года был подписан приказ о назначении «Америки» военным транспортом и о её переименовании в «Уэст Пойнт» (англ. «USS West Point»). В тот момент судно находилось в Норфолке, Виргиния, где его перекрасили в камуфляжный цвет и заварили иллюминаторы. Кроме того, было установлено несколько зенитных орудий и увеличено внутреннее пространство корабля.
16 июля 1941 года «Уэст Пойнт» проследовал в Нью-Йорк Сити, где взял на борт сотрудников закрывшихся немецкого и итальянского консульств. 23 июля судно прибыло в Лиссабон. После того, как там высадились граждане Германии и Италии, «Уэст Пойнт» вывез в США сотрудников американского и китайского консульств.
8 и 9 ноября 1941 года в Галифаксе, провинция Новая Шотландия, корабль взял на борт 241 офицера и 5202 солдат. После этого «Уэст Пойнт» вместе с пятью другими военными кораблями отправился в Индию в составе конвоя HS-124.
После этого капитану судна Фрэнку Келли-младшему (англ. Frank H. Kelley, Jr) был отдан приказ проследовать в Сингапур. Вскоре выяснилось, что на пути следования корабля находятся отмели. Из-за этого пришлось сбросить балласт и слить часть запасов пресной воды для обеспечения безопасности. По дороге судно также зашло в Батавию и забрало оттуда нескольких беженцев.

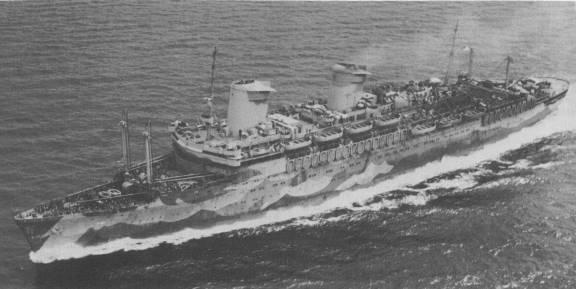
«Уэст Пойнт», покрашенный в камуфляжный цвет

30 января 1942 года капитан был проинформирован о том, что корабль будет использован для перевозки австралийских войск из Суэца в Сингапур и для эвакуации из Сингапура на Цейлон британских подданных.
После прибытия в пункт назначения, британское командование попросило «Уэст Пойнт» эвакуировать 786 человек в Бомбей. После выполнения задания «Уэст Пойнт» направился в Суэц, где взял на борт австралийские войска для переправки в Юго-Восточную Азию.
Но после того, как 15 февраля Япония захватила Сингапур, а 4 марта — Яву, необходимость в австралийских войсках отпала. Тогда «Уэст Пойнт» отправился в Австралию и высадил их в Аделаиде и Мельбурне, после чего направился в Сан-Франциско.
В мае 1942 года судно перевезло солдат в Веллингтон, после чего вернулось в Нью-Йорк. В ноябре «Уэст Пойнт» прибыл в Бомбей, после чего был направлен в Окленд. 31 января 1943 года судно прибыло в Сан-Франциско, где простояло до 16 февраля. После этого судно перевозило войска в Бомбей, Суэц, Касабланку, Массаву, Рио-де-Жанейро и Аден.

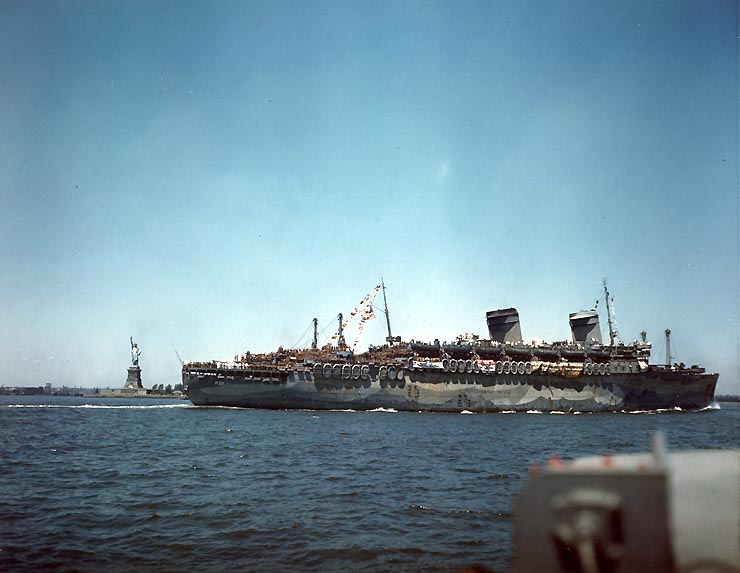
«Уэст Пойнт» возвращается с войсками из Европы, июль 1945 года

В январе и феврале 1944 года судно несколько раз перевозило различные грузы в Нумеа и Гуадалканал, после чего прибыло в Бостон, штат Массачусетс. Затем «Уэст Пойнт» совершил пять рейсов в Великобританию. В декабре 1944 года корабль отплыл в Оран, затем в Касабланку и в Марсель.
В 1945 году после капитуляции Германии «Уэст Пойнт» принял участие в операции «Волшебный ковёр», перевезя из Европы в США американских военнослужащих. После своего последнего рейса в Гавр корабль проследовал в Нью-Йорк 7 февраля 1946 года. 22 февраля он был направлен в Хэмптон-Роудс, где был освобождён от воинской службы. Затем он проследовал в Ньюпорт-Ньюс, где был переоборудован обратно в пассажирский лайнер и переименован в «Америку».
За время своей службы «Уэст Пойнт» перевёз 350 000 военнослужащих — больше, чем любое другое судно. В 1944 году оно поставило рекорд по перевозке — 9305 человек за один раз.

### Послевоенная карьера
После войны «Америка» ходила на линии Нью-Йорк — Гавр — Бремерхафен. После появления пассажирского лайнера «United States» (англ. «SS United States») популярность «Америки» уменьшилась. Несмотря на это, корабль оставался любимцем многих туристов, путешествующих морем.

### Карьера в Chandris Group (1964—1978)
В 1964 году «Америка» была продана греческой компании Chandris Group, которая переименовала судно в «Австралис» (англ. «SS Australis»). 21 августа 1965 года после ремонтных работ судно вышло в кругосветное путешествие из порта Пирей.
11 июля 1974 года «Австралис» столкнулся с авианосцем «Мельбурн» в бухте Порт-Джексон.
Оба судна получили незначительные повреждения. Человеческих потерь не было.
«Австралис» оставался единственным лайнером, совершающим рейсы в Австралию и Новую Зеландию вплоть до ноября 1977 года. В 1978 году он был снят с них. Он был популярен как круизный лайнер, несмотря на то, что основной задачей «Австралиса» была перевозка эмигрантов.

### Карьера в Venture Cruises (1978)
Через какое-то время «Австралис» был продан нью-йоркской компании Venture Cruises, которая вновь переименовала судно в «Америку». Корабль был перекрашен в бело-синий цвет. «Америка» отправилась в первый круиз 30 июня 1978 года. Из-за того, что ремонт лайнера был сделан очень некачественно, по возвращении из круиза пассажиры подали в суд на компанию-владельца. 18 июля 1978 года из-за неуплаты долгов Venture Cruises на судно был наложен арест. 28 августа 1978 года суд постановил продать корабль.

### Возвращение в Chandris Group (1978—1980)
Chandris Group купила «Америку» за 1 000 000 $ и переименовала её в «Италис» (англ. «SS Italis»). Летом 1979 года корабль использовался как гостиница. Затем он совершил три круиза из Генуи и Барселоны в Египет, Израиль и несколько средиземноморских стран. После окончания круизов в сентябре 1979 года «Италис» был направлен в Пирей.

### Дальнейшая судьба
В 1980 году судно было продано корпорации Intercommerce. Из «Италиса» планировалось сделать плавучую тюрьму. Однако по неизвестным причинам в 1984 году «Италис» был перепродан компании Silver Moon Ferries, которая переименовала его в «Альфердосс» (англ. «SS Alferdoss»).
В конце 1980-х годов корабль был продан на металлолом за 2 000 000 $. Однако после демонтажа шлюпбалок и шлюпок работы были приостановлены.

### Крушение возле Фуэртевентуры (1994)

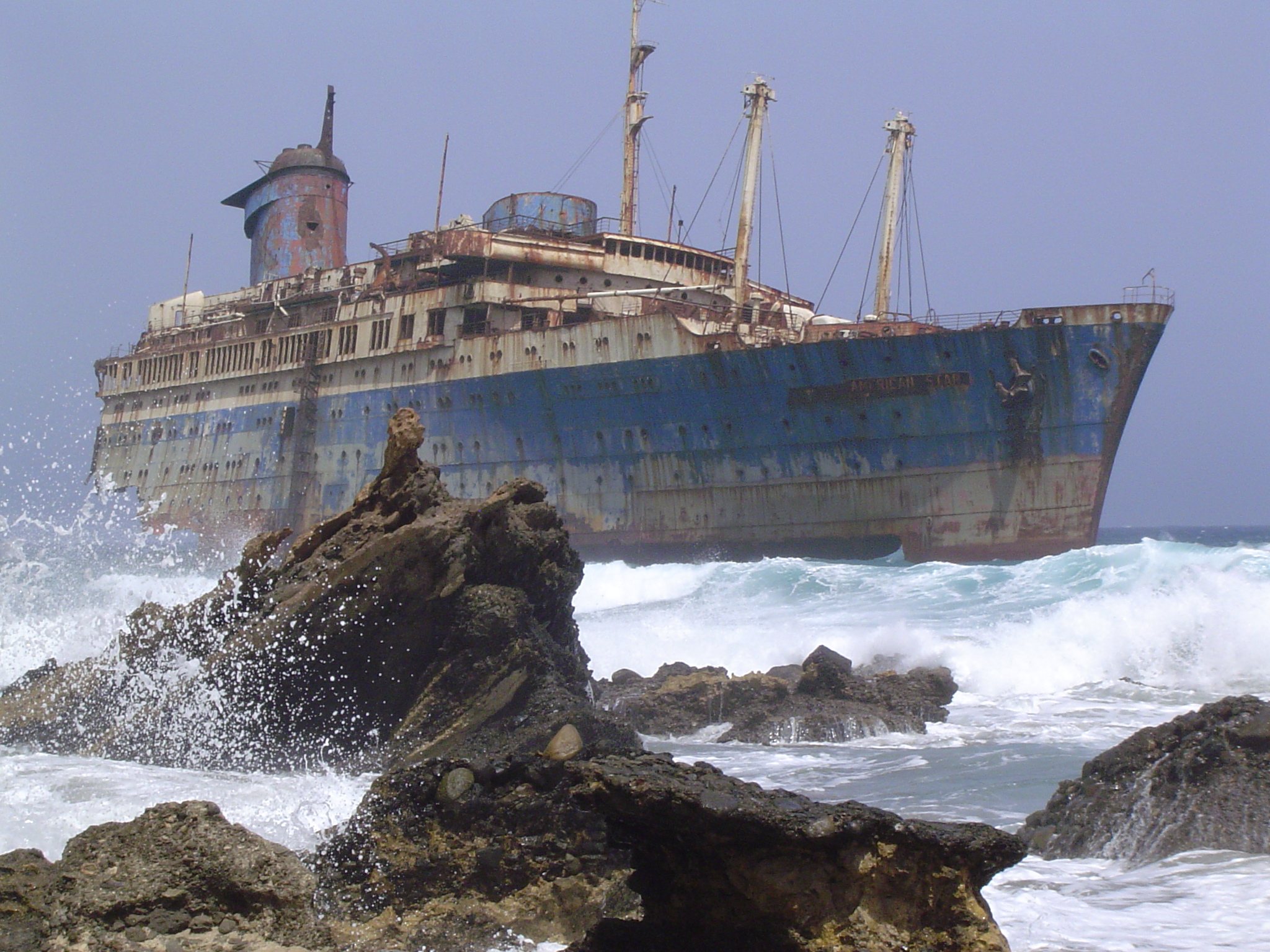
«Звезда Америки» в июле 2004 года

В феврале 1993 года корабль был снова продан для последующего переоборудования в пятизвёздочный отель в Пхукете, Таиланд.
В августе судно было переименовано в «Звезду Америки» (англ. «American Star»). Также был произведён демонтаж винтов. В декабре 1993 года «Звезда Америки» покинула Грецию на буксире «Нефтегаз 67».
В Атлантическом океане «Нефтегаз 67» и «Звезда Америки» попали в шторм, во время которого порвался буксировочный трос. На лайнер было послано шесть человек с «Нефтегаза 67», чтобы закрепить запасной трос, но их попытка не увенчалась успехом. После этого на помощь вызвали ещё два буксира, но сделать ничего не удалось. 17 января 1994 года экипаж «Звезды Америки» был эвакуирован вертолётом. 18 января корабль сел на мель возле Фуэртевентуры, Канарские острова.
В то время, как шло судебное разбирательство между владельцами судна, буксирными и страховыми компаниями, «Звезда Америки» разломилась на две части. 6 июля 1994 года «Звезду Америки» признали 100 % уничтоженной. В 1996 году кормовая часть корабля окончательно развалилась и затонула. Носовая часть осталась на берегу, привлекая многочисленных туристов и фотографов.

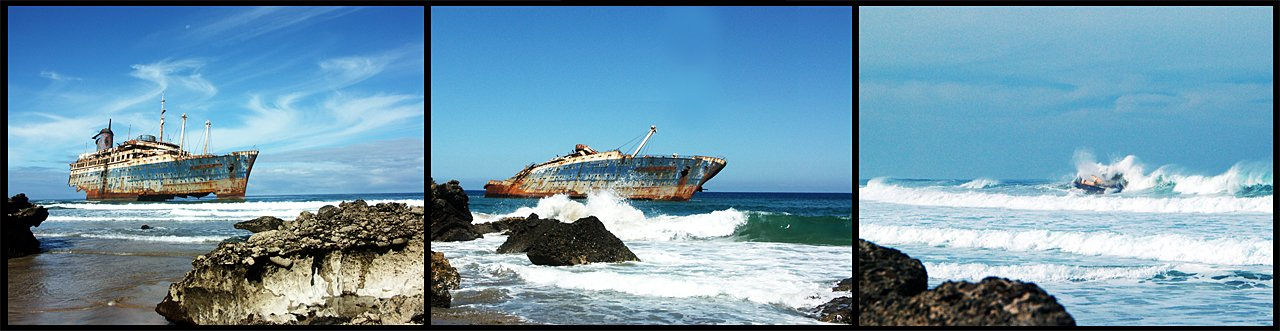
Хронология событий, произошедших со «Звездой Америки» в период с 2005 по 2007 год

В ноябре 2005 года носовая часть завалилась на левый борт. После частичного разрушения каркаса в октябре 2006 года «Звезда Америки» полностью рухнула. В апреле 2007 года правый борт корабля полностью развалился. Это послужило причиной того, что бо́льшую часть лайнера смыло в океан. В настоящее время на поверхности не осталось ни одной части корабля, а обломки рассеяны под водой.